# Willem III van den Bergh

Wapen graven van den Bergh

Willem III graaf van den Bergh ('s-Heerenberg, 24 juli 1468 – Zaltbommel, 3 mei 1511) gedoopt te 's-Heerenberg – begraven in Hedel graaf van den Bergh. Hij was tevens rijksgraaf van het Heilig Roomse Rijk.
Hij was een zoon van Oswald I van den Bergh en Elisabeth van Meurs (1445 - 12 april 1493) de dochter van Vincent van Meurs graaf van Saarwerden (1420 - 30 april 1499) en Anna van Simmern-van Beieren (1415-1455) 
Willem III had vier zusters, Anna, Machteld, Walburga van der Bergh en Elisabeth.
In 1506 volgde hij zijn vader op. Hij trouwde januari 1506 te Boxmeer met Anna van Egmondt (na 1480 – Monréal bij Koblenz 4 september 1517) begraven te Monréal. Zij was de dochter van Willem van Egmondt en Margriet van Bosmeer. 

Bij zijn dood in 1511 liet hij een driejarige zoon na. Na twee voogdijschappen volgde deze zoon, Oswald II van den Bergh hem op. 